# Agave striata
Agave striata är en sparrisväxtart som beskrevs av Joseph Gerhard Zuccarini. Agave striata ingår i släktet Agave och familjen sparrisväxter.

## Underarter
Arten delas in i följande underarter:
- A. s. falcata
- A. s. striata

## Bildgalleri

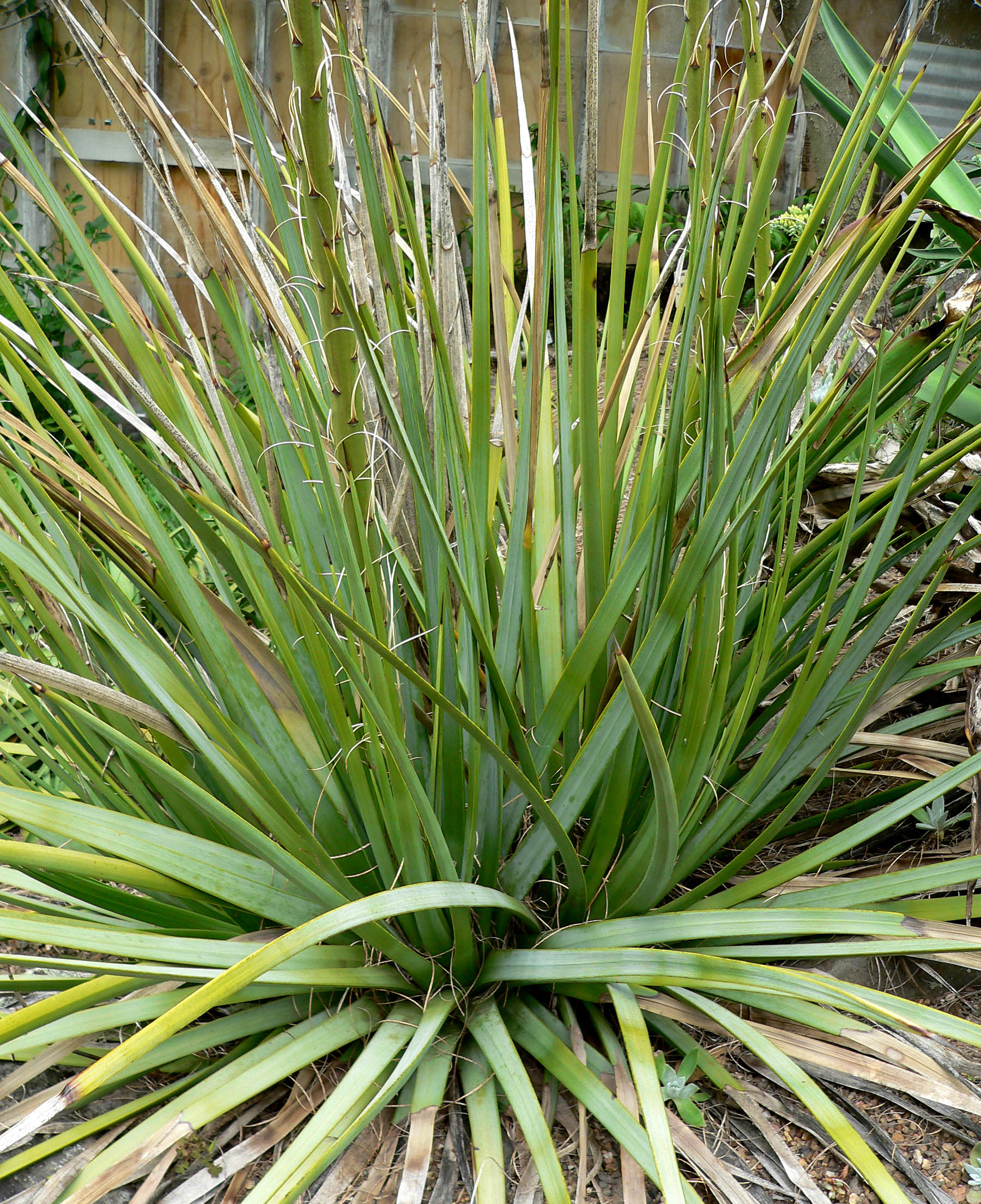
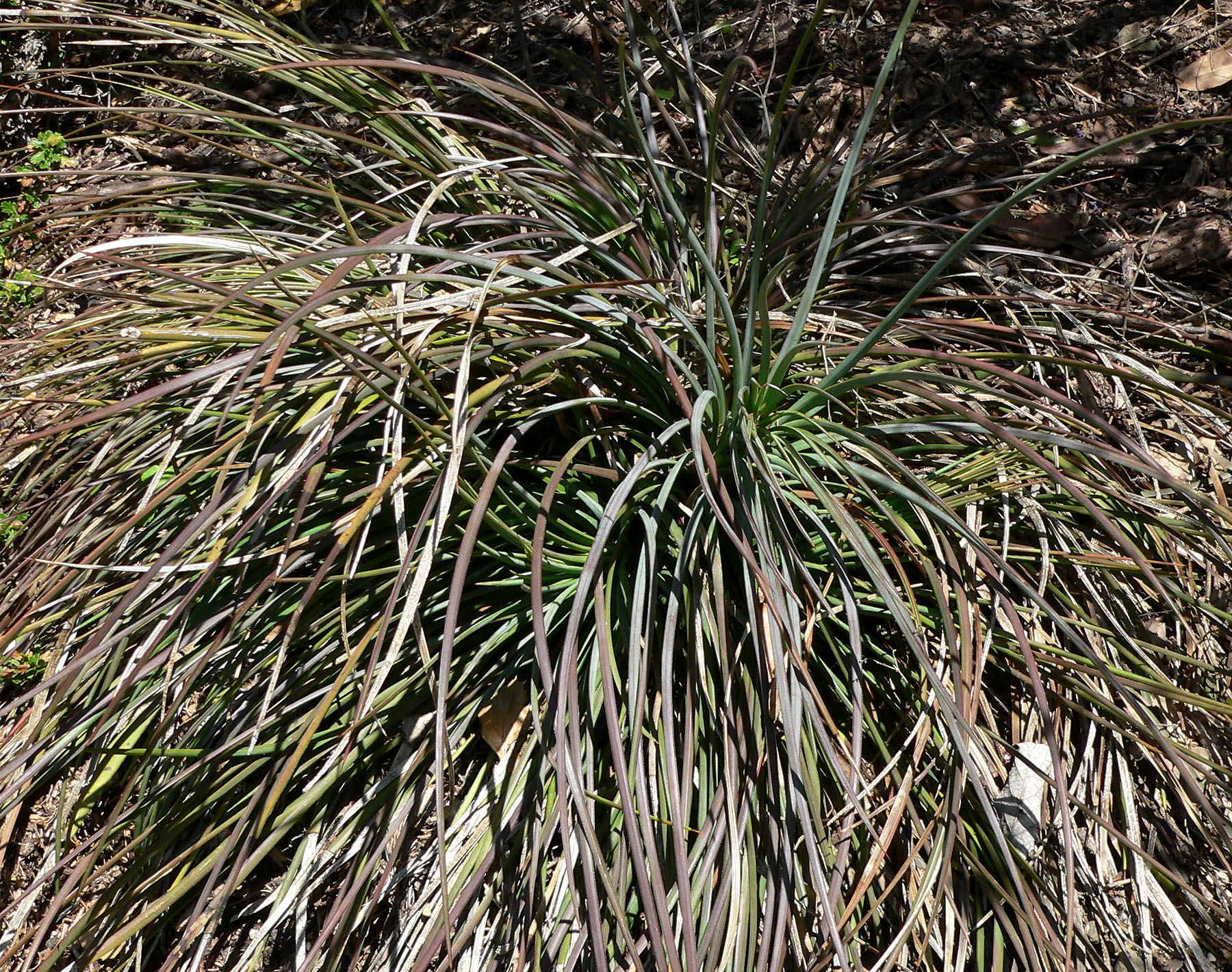
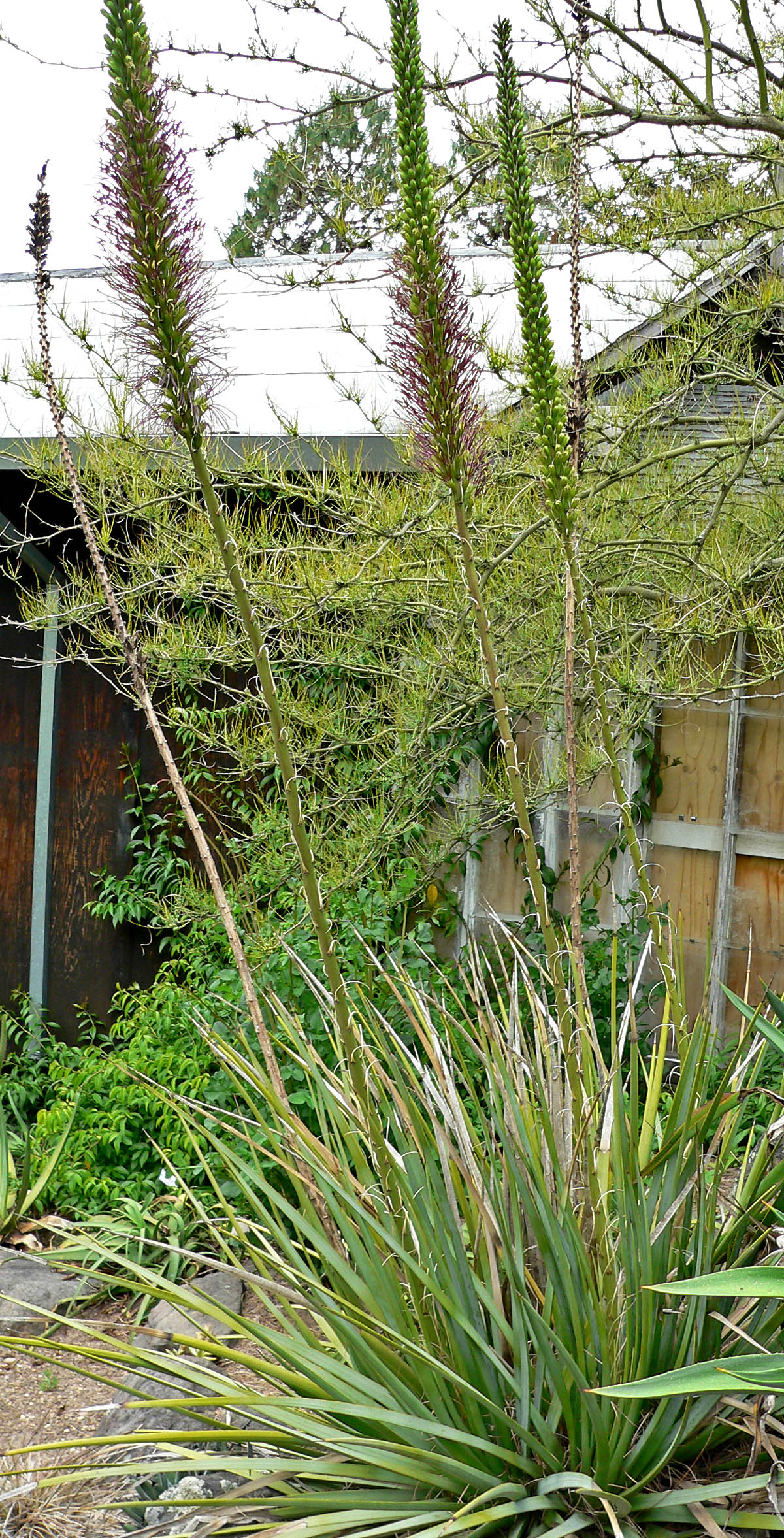
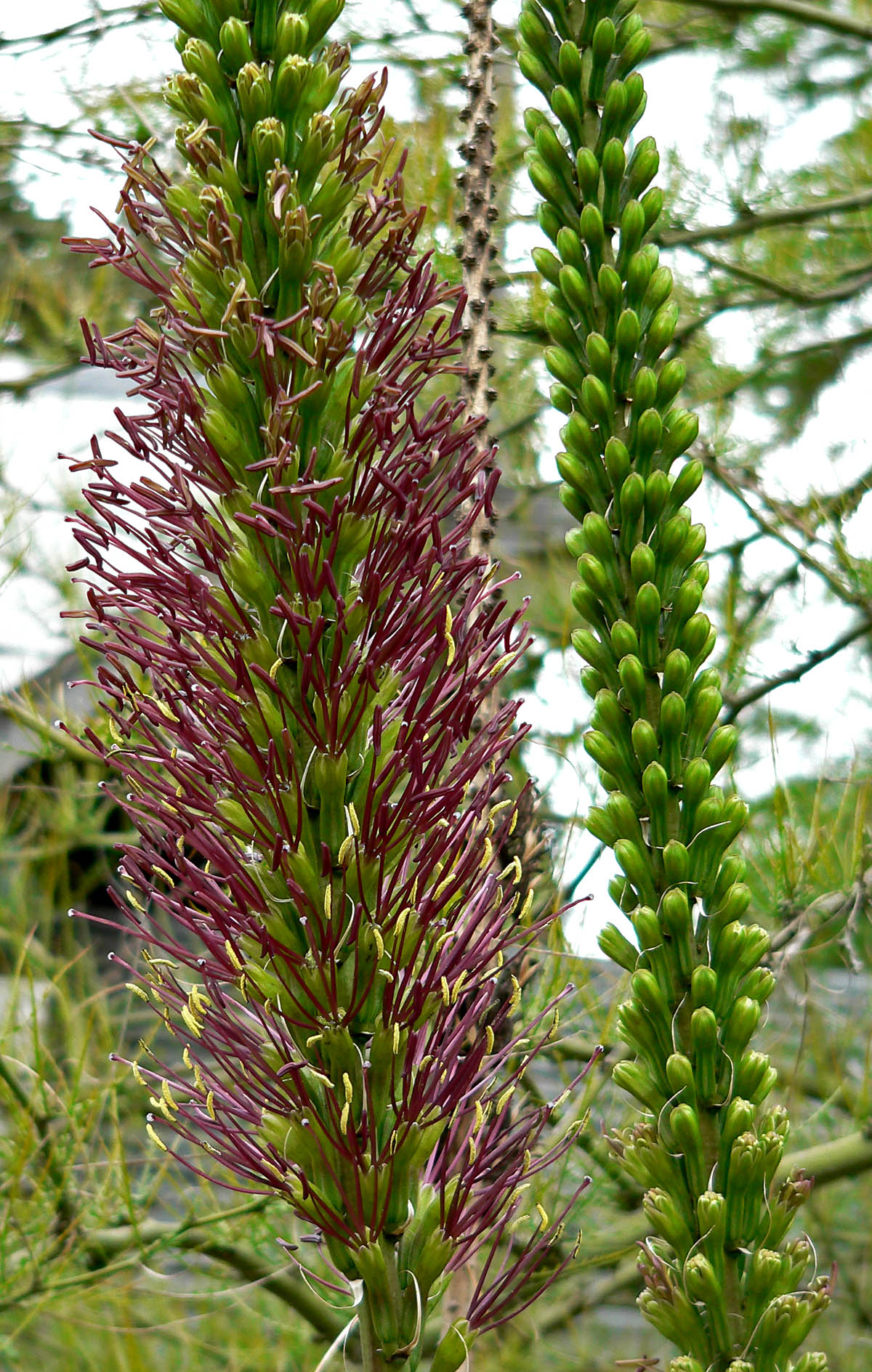
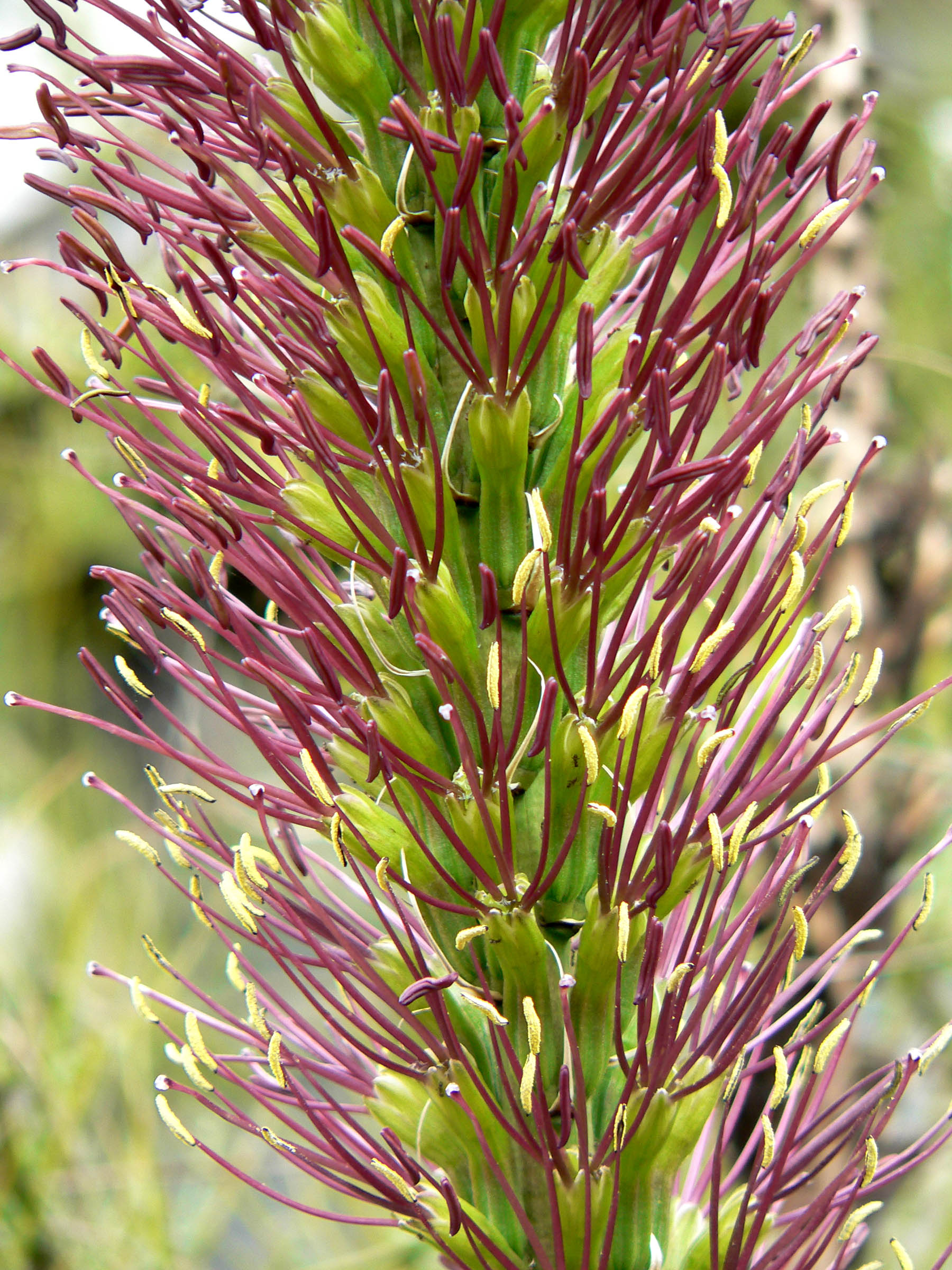
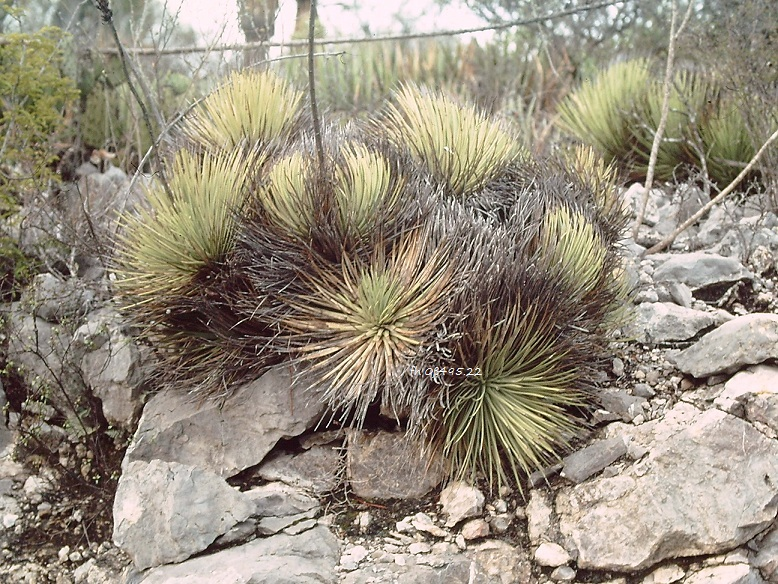